# Sarah Gigante
Sarah Gigante (6 de octubre de 2000) es una ciclista profesional australiana que desde 2024 corre en el equipo belga AG Insurance-Soudal Team.

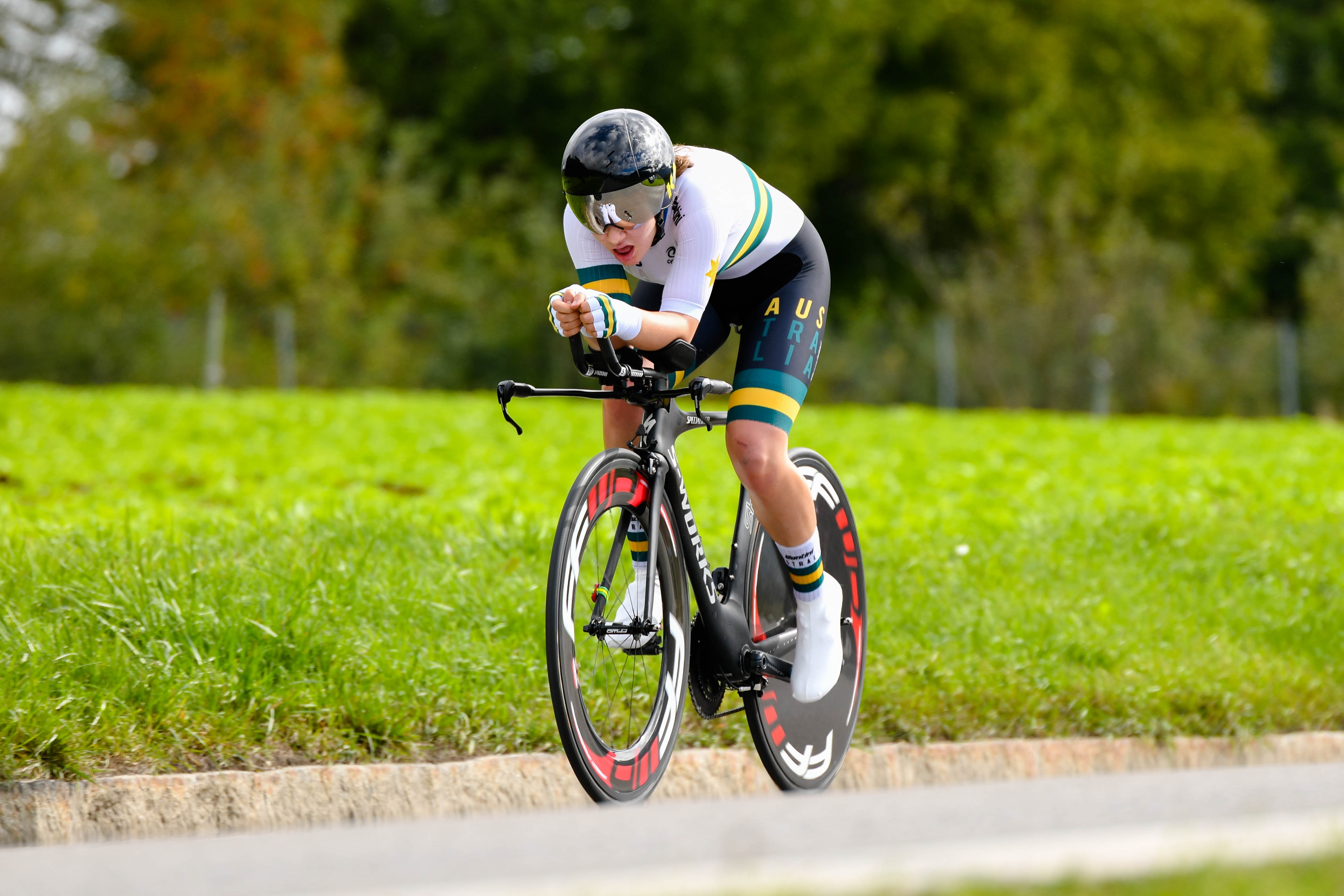
Gigante, en el campeonato del mundo de contrarreloj júnior de Innsbruck de 2018.

## Biografía
Ganó la carrera femenina de élite en el campeonato nacional australiano de ruta de 2019 a la edad de 18 años y durante esa temporada el Campeonato Oceánico contrarreloj y Campeonato Oceánico en Ruta, ambos en categoría sub-23. La temporada anterior, fue campeona nacional junior en la carrera de ruta, contrarreloj individual y criterio, y también ganó la carrera femenina de ruta junior en los Campeonatos de Oceanía 2018. Recibió la beca de la Fundación Amy Gillett de 2019 para apoyar su desarrollo como ciclista profesional. Se unió al equipo Tibco-SVB team para la temporada 2020, año en el que ganó el campeonato nacional de contrarreloj.

## Palmarés
2019
- Campeonato de Australia en Ruta
- Campeonato Oceánico Contrarreloj sub-23
- Campeonato Oceánico en Ruta sub-23  [2]

2020
- Campeonato de Australia Contrarreloj  [1]

2021
- Campeonato de Australia Contrarreloj

2022
- Emakumeen Nafarroako Klasikoa

2024
- Tour Down Under, más 1 etapa

2025
- 3.ª en el Giro de Italia Femenino, más 2 etapas y clasificación de la montaña

## Resultados en Grandes Vueltas y Campeonatos del Mundo
Durante su carrera deportiva ha conseguido los siguientes puestos en las Grandes Vueltas femeninas y en los Campeonatos del Mundo en carretera:
| Carrera              | Carrera              | 2020 | 2021 | 2022 | 2023 | 2024 | 2025 |
| -------------------- | -------------------- | ---- | ---- | ---- | ---- | ---- | ---- |
|                      | Giro de Italia       | —    | —    | —    | —    | —    | 3.ª  |
|                      | Tour de l'Aude       | X    | X    | X    | X    | X    | X    |
|                      | Tour de Francia      | X    | X    | —    | —    | 7.ª  | 6.ª  |
| Mundial en Ruta      | Mundial en Ruta      | —    | —    | —    | —    | 20.ª | —    |
| Mundial Contrarreloj | Mundial Contrarreloj | —    | —    | —    | —    | —    | —    |

-: no participa
Ab.: abandono

X: ediciones no celebradas

## Equipos
- Holden Team Gusto (2018)
- Roxsolt Attaquer (2019)
- Team TIBCO-SVB (2020-2021)
- Movistar Team (2022-2023)
- AG Insurance-Soudal Team (2024-)